# Boethos (Gemmenschneider)
Boethos (Βόηθος) war ein griechischer Gemmenschneider hellenistischer Zeit, wohl des 2. Jahrhunderts v. Chr.
Bekannt ist er nur durch seine Signatur auf einem heute verschollenen Sardonyx-Kameo mit der Darstellung des Philoktetes, der seine Wunde am Bein mit einem Fächer kühlt, ehemals in der Sammlung des Herzogs von Northumberland, dann Sammlung Beverley.